# Goliszowiec (osada leśna)
Goliszowiec – osada leśna w Polsce położona w województwie podkarpackim, w powiecie stalowowolskim, w gminie Zaklików. Leży na południowym skraju kompleksu Lasów Janowskich.
W latach 1975–1998 miejscowość administracyjnie należała do województwa tarnobrzeskiego.